# Égout (architecture)
Pour les articles homonymes, voir Égout (homonymie).

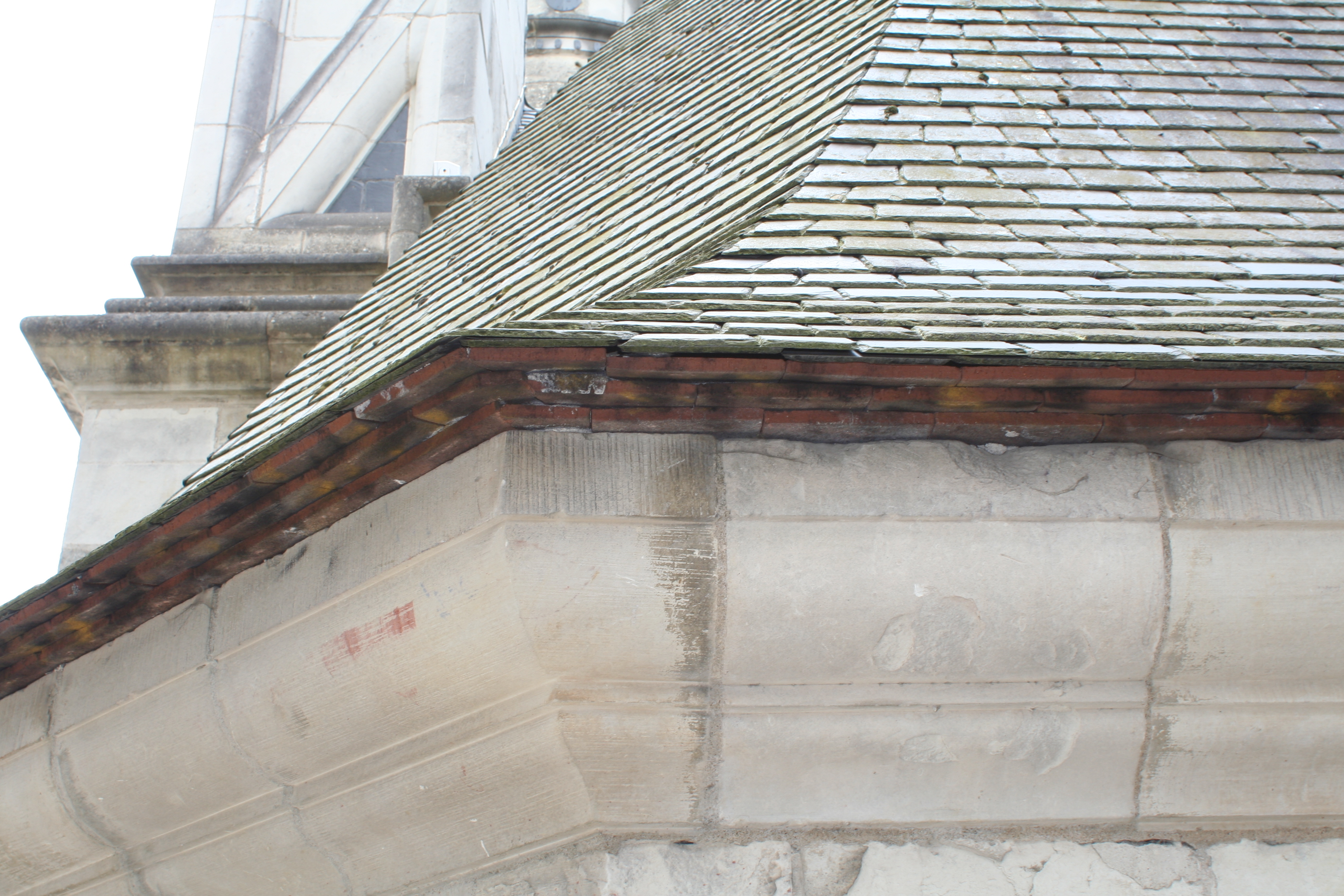
Égout de toit en ardoises au château de Chambord.

L'égout d'un toit ou d'un pan de toiture se compose d'une ou plusieurs lignes par où se déversent les eaux pluviales hors du bâtiment. C'est une limite de l'ouvrage dont l'inclinaison sur le niveau est supérieure à 90°. L'eau afflue vers l'égout, le suit ou le traverse, selon qu'il est conçu pour la récolter et la canaliser, mais même s'il ne la canalise pas, le fait qu'il la fasse s'égoutter suppose qu'elle le traverse. S'il ne la canalise pas, on parle d'« égout libre ».
Les ouvrages traitant la collecte et l'évacuation des eaux pluviales à l'égout, gouttières et chéneaux, sont façonnés de métal en feuille, de PVC ou de matériaux d'étanchéité bitumeux ou synthétiques.
L'égout est aussi la partie basse du toit lorsqu'elle est différenciée par la pente, par le matériau ou par la façon (égout retroussé, bande d'égout, etc.), et la partie par où s'égoutte un élément ou un ouvrage de couverture (égout d'une lucarne, d'un terrasson…).